# L’Oceanogràfic
L’Oceanogràfic (wym. wal. [lo.se.ˌa.noˈɣɾa.fik]; hiszp. El Oceanográfico, wym. [el o.ˌθe.a.noˈɣɾa.fi.ko]) – oceanarium i morska stacja badawcza w Walencji położona na terenie Ciutat de les Arts i les Ciències (Miasteczka Sztuk i Nauk) w pobliżu walenckiego portu. Obiekt, którego charakterystyczną architekturę zaprojektował Félix Candela, został oficjalnie otwarty 14 lutego 2003 r. Zajmuje teren o powierzchni 110 tys. m², a wszystkie jego zbiorniki mieszczą łącznie 42 tys. m³ wody.

## Projekt architektoniczny
L’Oceanogràfic powstało w ramach Miasteczka Sztuk i Nauk, większego zespołu obiektów, którego wzniesienie zlecił walencki samorząd. Konkurs na projekt założenia architektonicznego Miasteczka w 1991 roku wygrał Santiago Calatrava. Cztery lata później pierwotne plany uległy istotnej modyfikacji – zrezygnowano z budowy wieży telekomunikacyjnej na rzecz wielofunkcyjnego Pałacu Sztuk, rozszerzono planowany profil działalności planetarium i dodatkowo zawarto w planach ideę budowy oceanarium. W 1997 roku, niedługo przed śmiercią architekt Félix Candela przedstawił swój projekt nowej części kompleksu, który przewidywał wzniesienie szeregu awangardowych budowli. Część z nich wykorzystywała autorską konstrukcję hypar (AChypar oraz JChypar; cienkościennych struktur o płaszczyźnie zakrzywionej jednocześnie w dwóch kierunkach), za których wykonanie odpowiadali Alberto Domingo i Carlos Lázaro z Politechniki Walenckiej. Zespół L’Oceanogràfic (pierwotna nazwa: hiszp. Parque Oceanográfico Universal, kat. Parc Oceanogràfic Universal) wybudowano na działce o powierzchni 110 tys. m². Zgodnie z projektem na terenie tym wzniesiono siedem „zakopanych” lub „unoszących się na wodzie” budynków składających się zarówno z części naziemnej jak i podziemnej (lub podwodnej). Wśród nich znalazła się 26-metrowa kulista konstrukcja mieszcząca ptaszarnię, pawilon mórz tropikalnych z 70-metrowym podwodnym tunelem, budowle w kształcie muszli przegrzebka czy igloo. Kopuła tej ostatniej wykorzystywana jest jako 150-stopniowy ekran projekcyjny.
Centralne miejsce oceanarium zajmuje dwupoziomowa podwodna restauracja, której naziemna część ma kształt lilii wodnej – składa się z ośmiu przypominających płatki kwiatu symetrycznych segmentów, spośród których każdy stanowi fragment hiperbolicznej paraboloidy. Podobną technikę zastosowano także przy projektowaniu zwieńczonego trzema łukami budynku wejściowego o 26-metrowych szklanych ścianach. Na terenie obiektu – częściowo pod poziomem wody – zlokalizowano sale przystosowane do celów konferencyjnych, mogące pomieścić ponad 400 osób audytorium z akwarium prezentującym ekosystem Morza Czerwonego a także kilka punktów gastronomicznych. W położonej pod lustrem wody multimedialnej Sali Owalnej akwaria wyposażono w ekrany holograficzne. Dodatkowo w ramach kompleksu L’Oceanogràfic powstało jedno z największych na świecie delfinariów z trybuną dla liczącej ponad 2 tys. osób widowni – pięć basenów mieści w sumie 26 tys. m³ wody. W największym z nich, pokazowym, głębokość sięga 10,5 m, pozostałe służą m.in. rekonwalescencji czy rozrodowi delfinów. 
Baseny zasilane są filtrowaną i dezynfekowaną wodą morską pompowaną bezpośrednio z Zatoki Walenckiej (ujęcie znajduje się w pobliżu plaży Malva-rosa). Jednocześnie oceanarium dysponuje alternatywnym systemem „produkcji” wody morskiej w przypadku zanieczyszczenia wód zatoki.

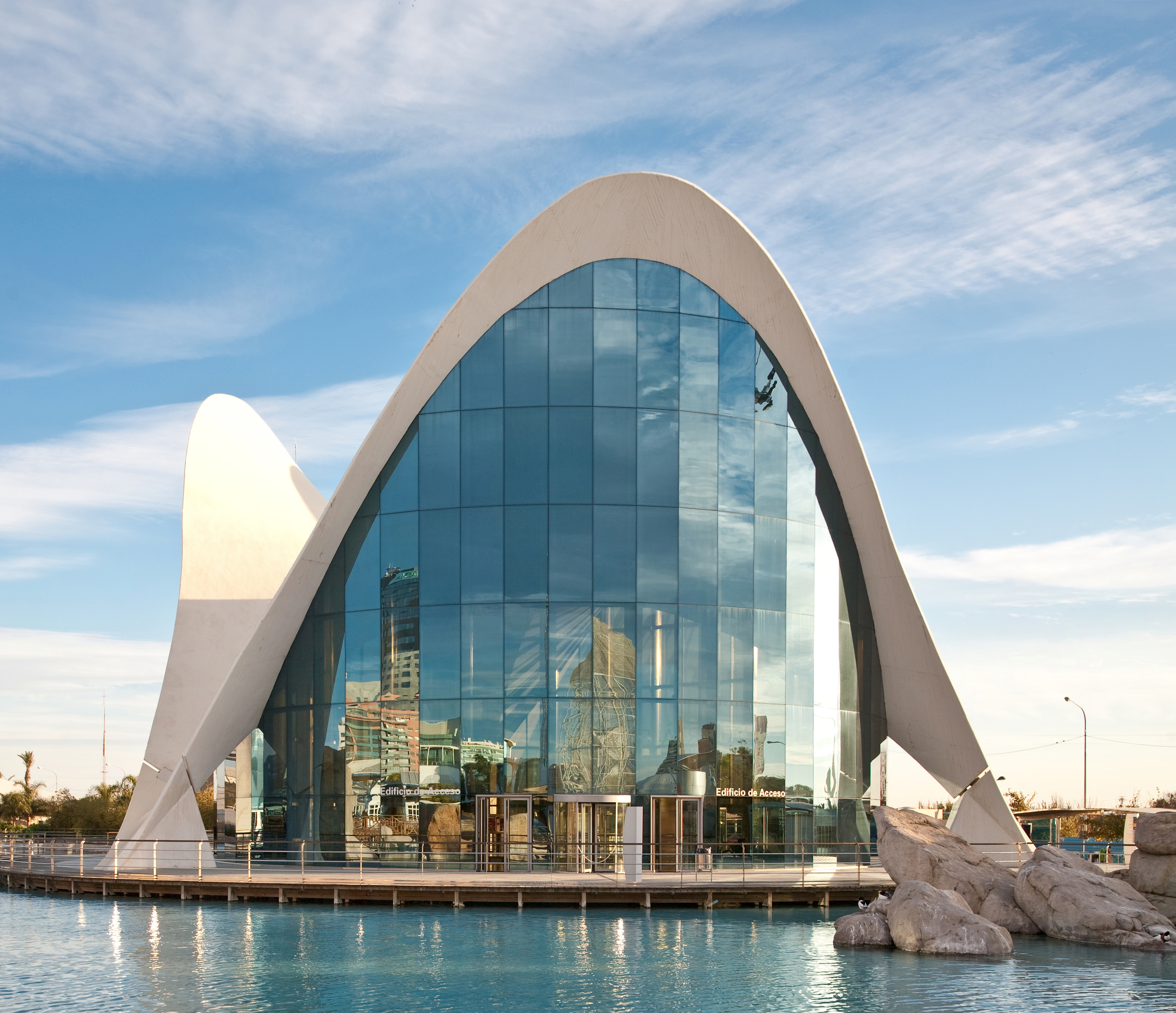
Budynek wejściowy
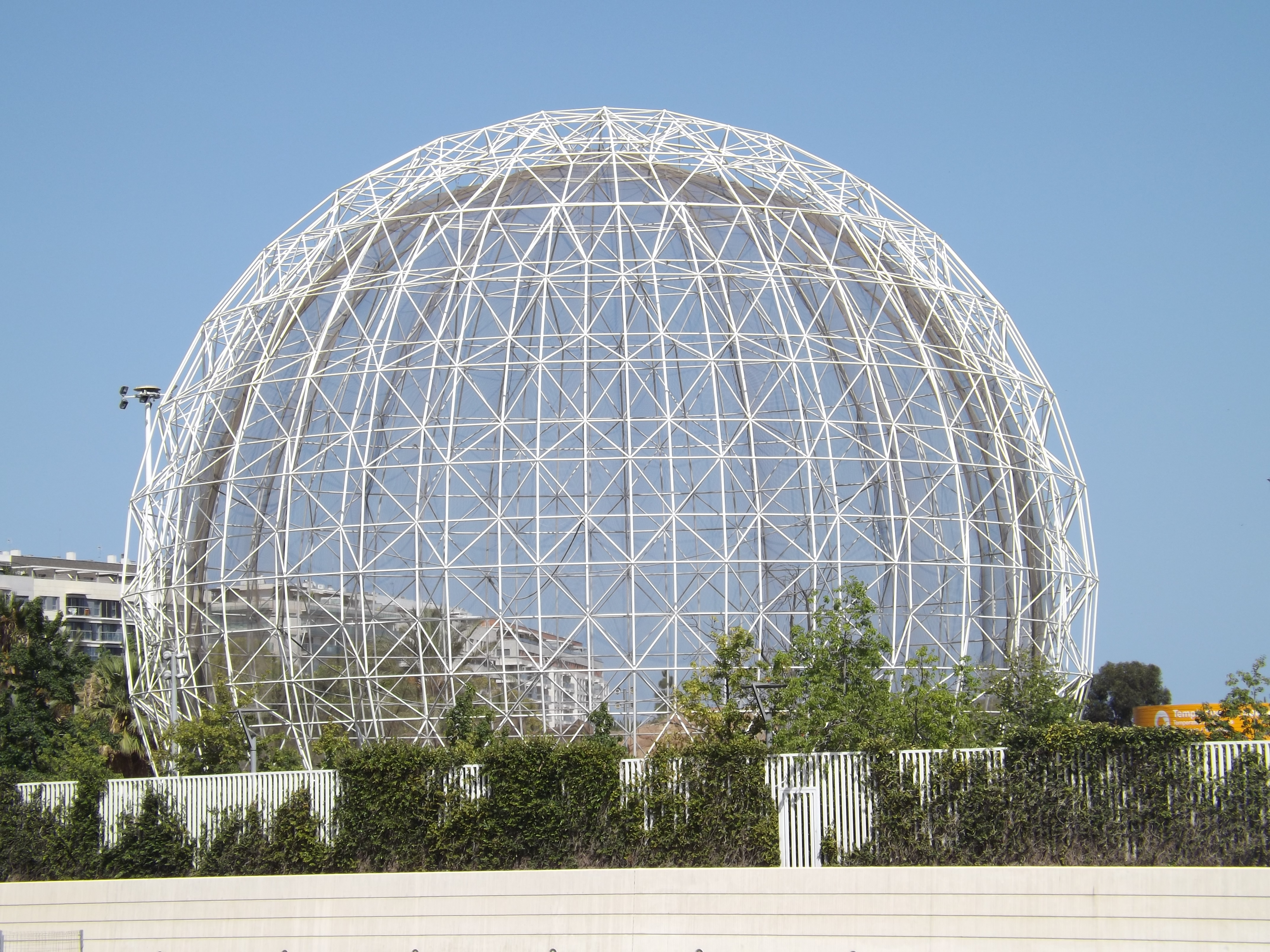
Ptaszarnia
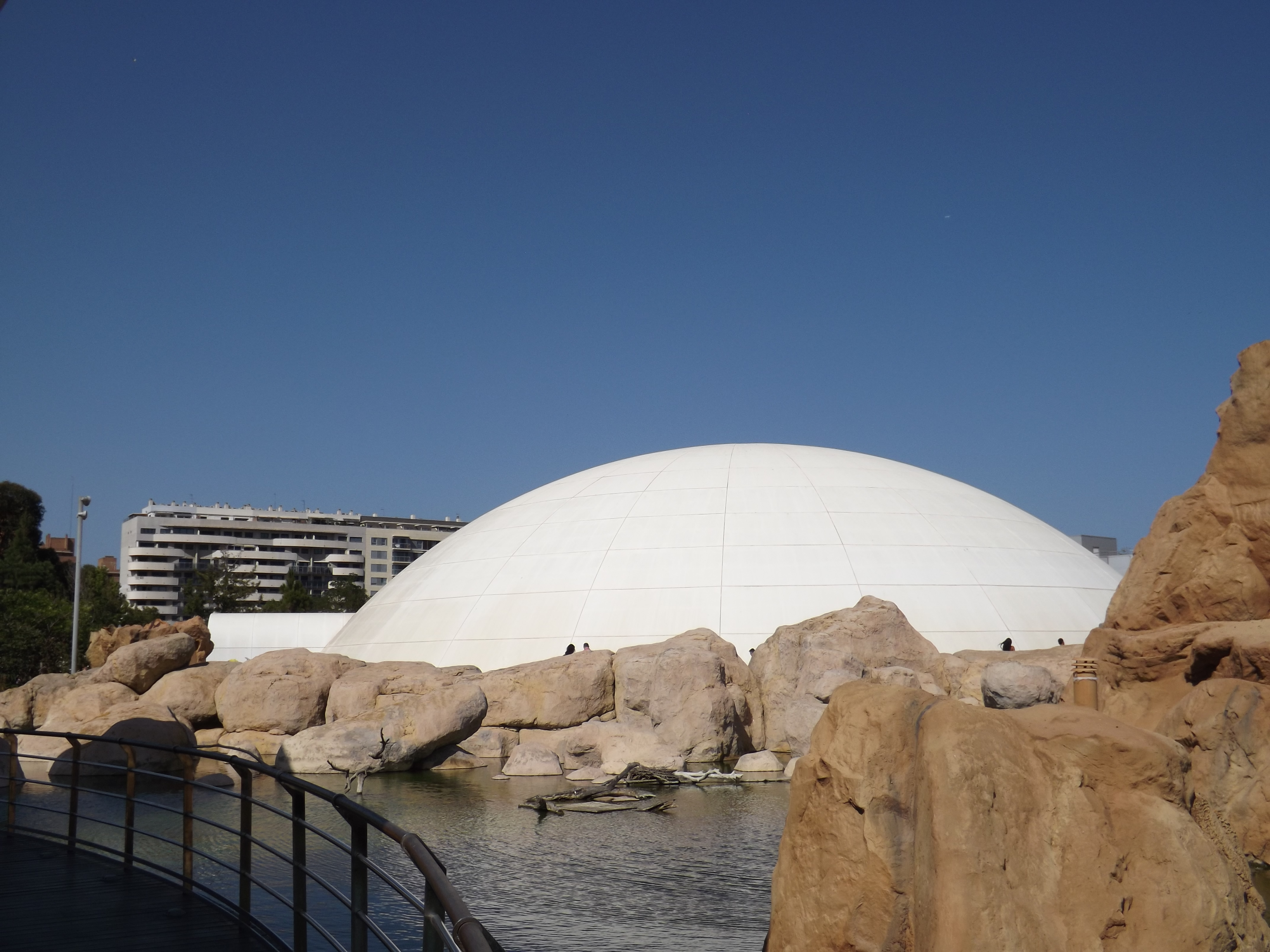
Pawilon arktyczny
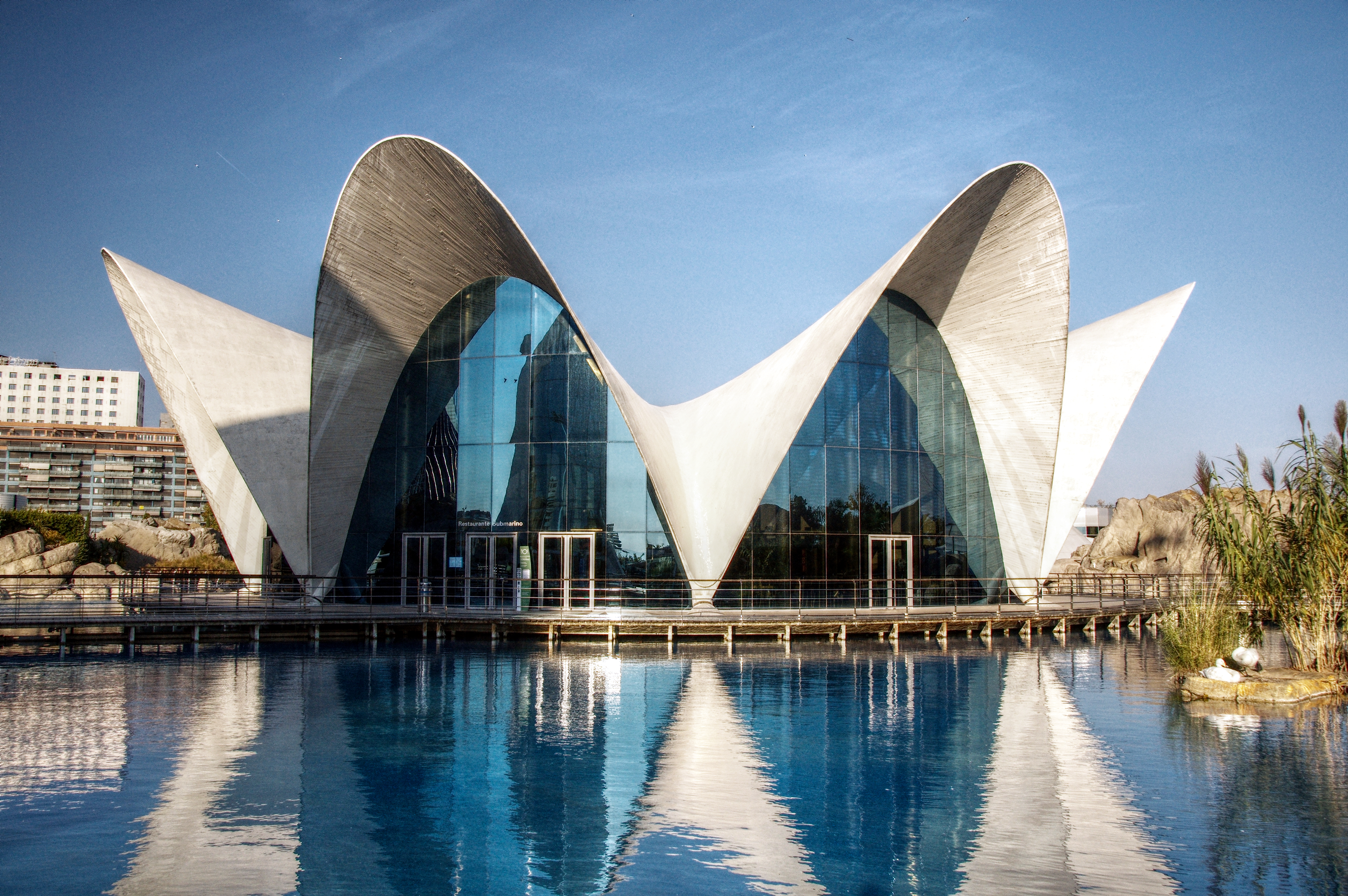
Restauracja
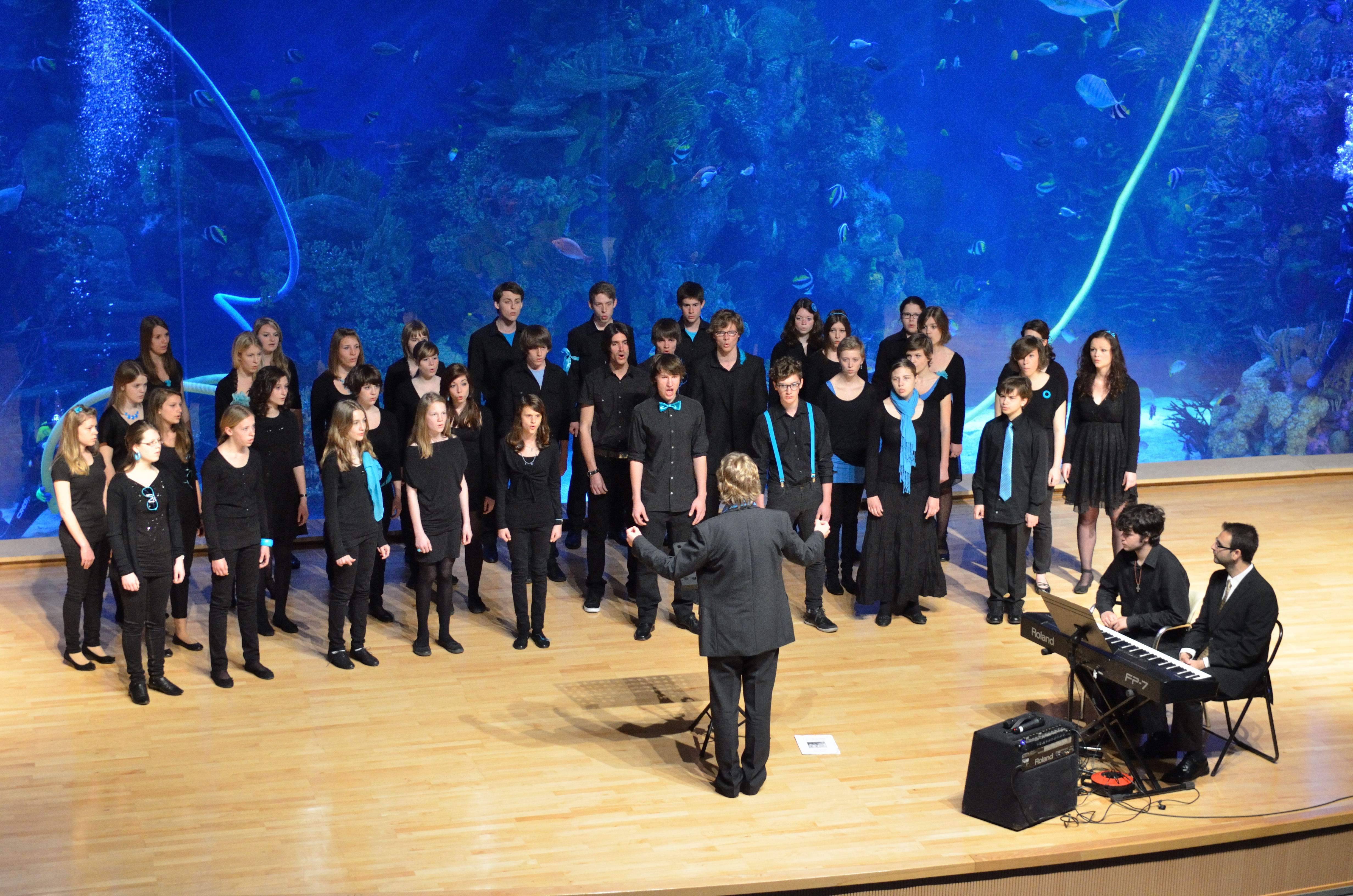
Występ chóru w podwodnym audytorium
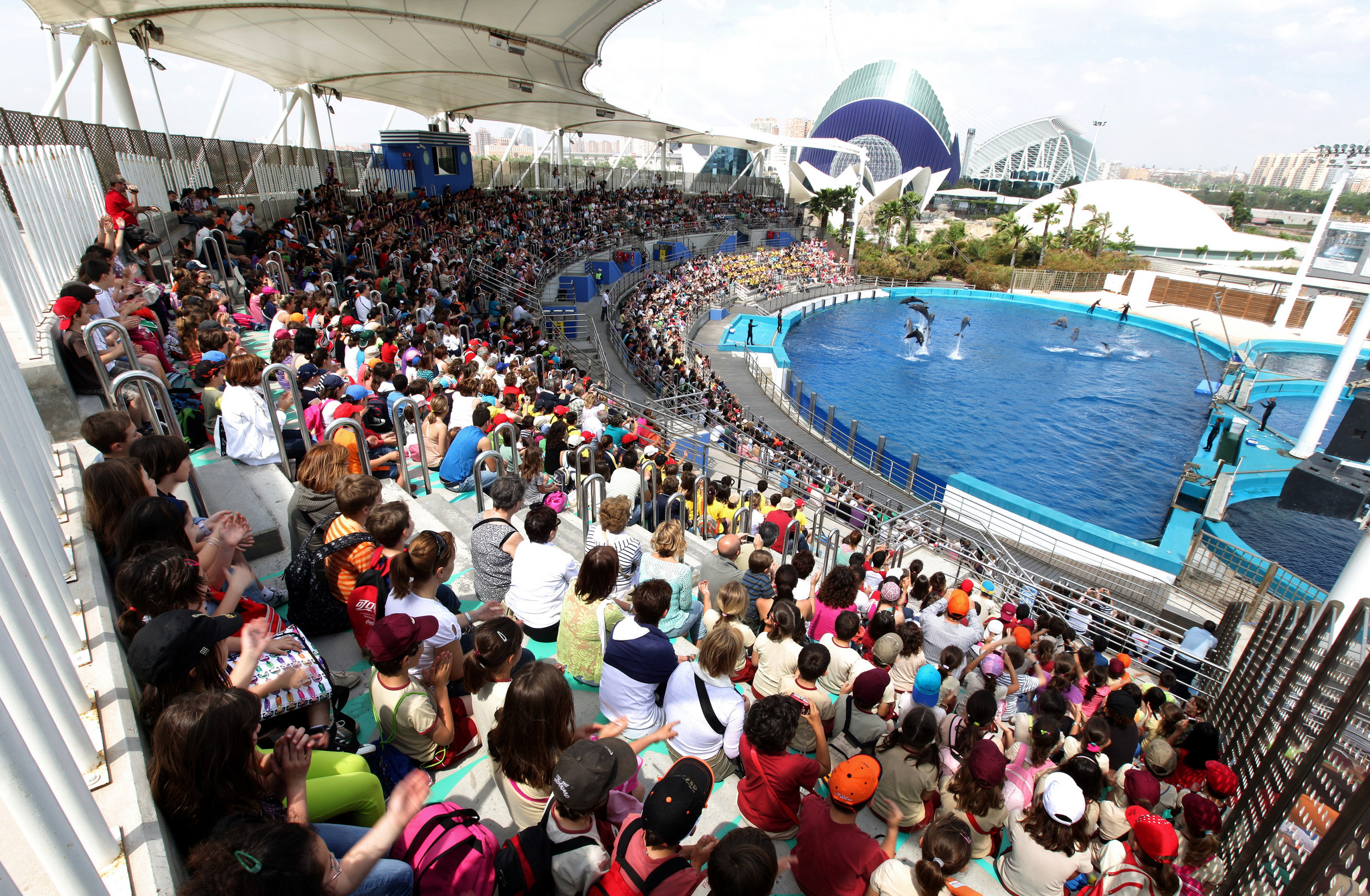
Delfinarium

## Zwierzęta
W akwariach i basenach L’Oceanogràfic umieszczono przedstawicieli około 500 gatunków organizmów w łącznej liczbie 45 tys. sztuk, które podzielono ze względu na teren występowania. W strefie śródziemnomorskiej znalazło się dziewięć zbiorników tematycznych, które zawierają około 7400 ryb i bezkręgowców. Poszczególne akwaria przedstawiają m.in. regiony portowe, obszary zdominowane przez trawę morską czy koralowce, ale też wody o sztucznie wzbudzanych falach. Olbrzymia ptaszarnia prezentuje faunę i florę terenów podmokłych – lasów namorzynowych Ameryki Północnej oraz śródziemnomorskich mokradeł. Wśród przedstawicieli awifauny na terenie obiektu występują chociażby warzęchy, ibisy, czaple i kaczki. Oprócz tego można tam zaobserwować kilka gatunków żółwi czy traszki Waltla.
W pawilonie prezentującym obszary o wodzie umiarkowanej i tropikalnej w ośmiu odrębnych zbiornikach spotkać można m.in. przedstawicieli ichtiofauny raf koralowych (błazenki, pokolce, mureny, Symphorichthys spilurus, rozdymki, wargacze). W otwartych zbiornikach przebywają mieszkańcy mórz chłodnych i polarnych: uchatki patagońskie, foki, pingwiny peruwiańskie czy pingwiny białobrewe. W dużym akwarium w strefie oceanicznej (pojemność 7 tys. m³) można obserwować różne gatunki ryb chrzęstnoszkieletowych, np. rekiny (tawrosz piaskowy, żarłacz brunatny), Glaucostegus cemiculus, orleń afrykański, piła drobnozębna. W akwariach w pawilonie arktycznym umieszczono morsy i białuchy, natomiast w delfinarium można obejrzeć pokazy butlonosów.
Na terenie L’Oceanogràfic zlokalizowano także zagrody dla krokodyli (o powierzchni 450 m²) oraz żółwi olbrzymich. Co więcej, w ramach działalności naukowo-badawczej obiekt prowadzi także ośrodek ratunkowy dla żółwi morskich.

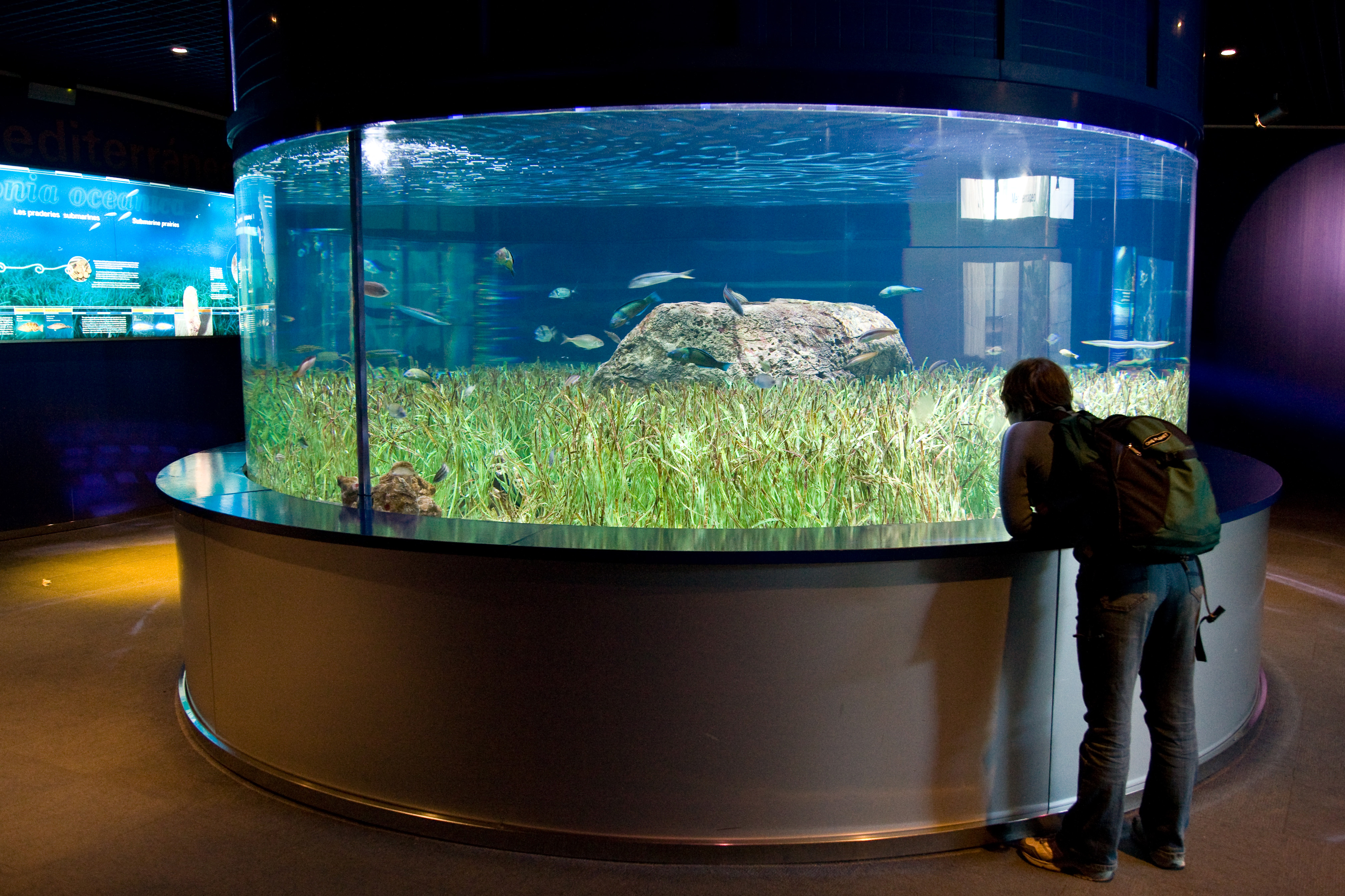
Akwarium śródziemnomorskie
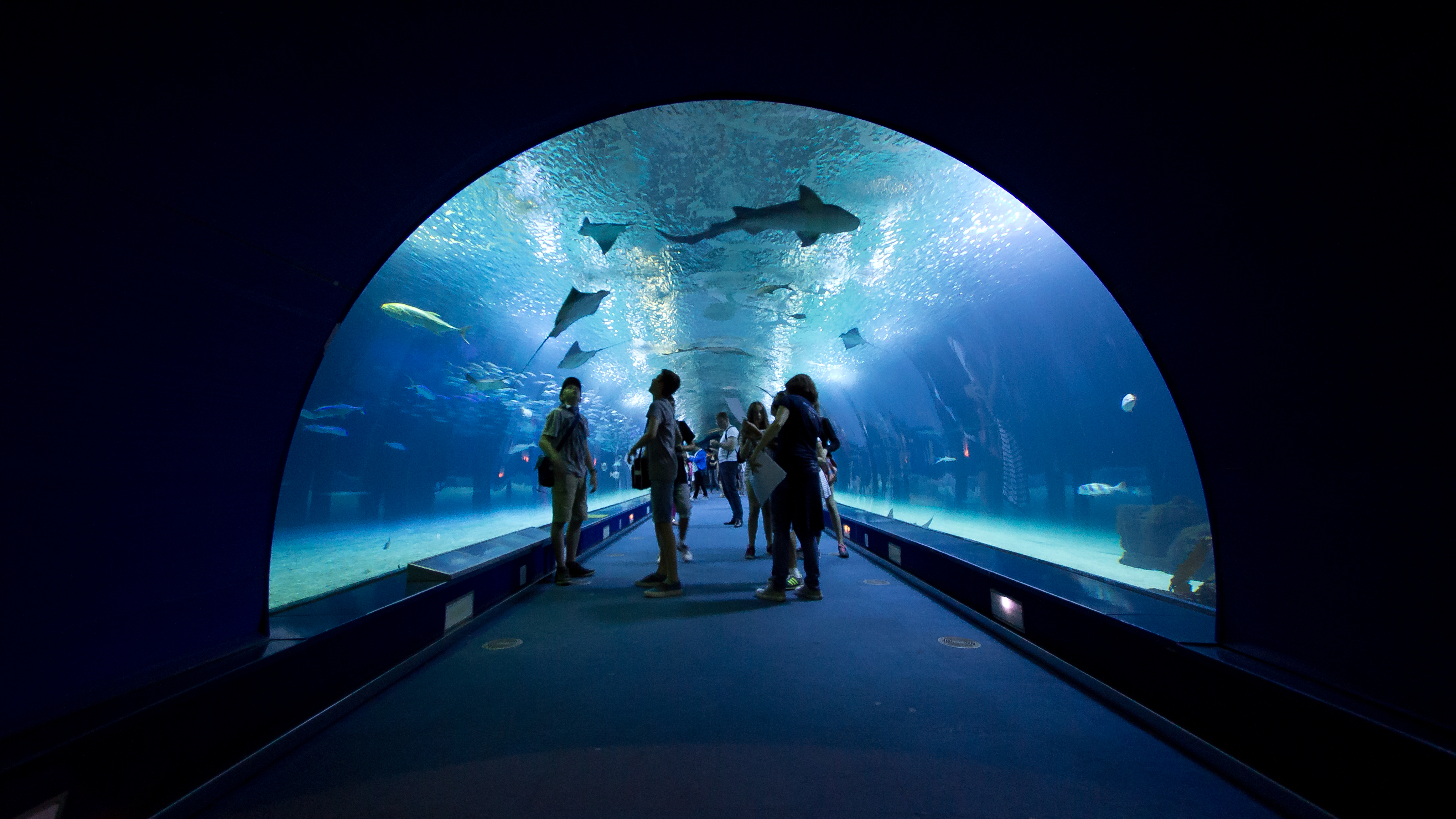
Podwodny tunel w strefie oceanicznej
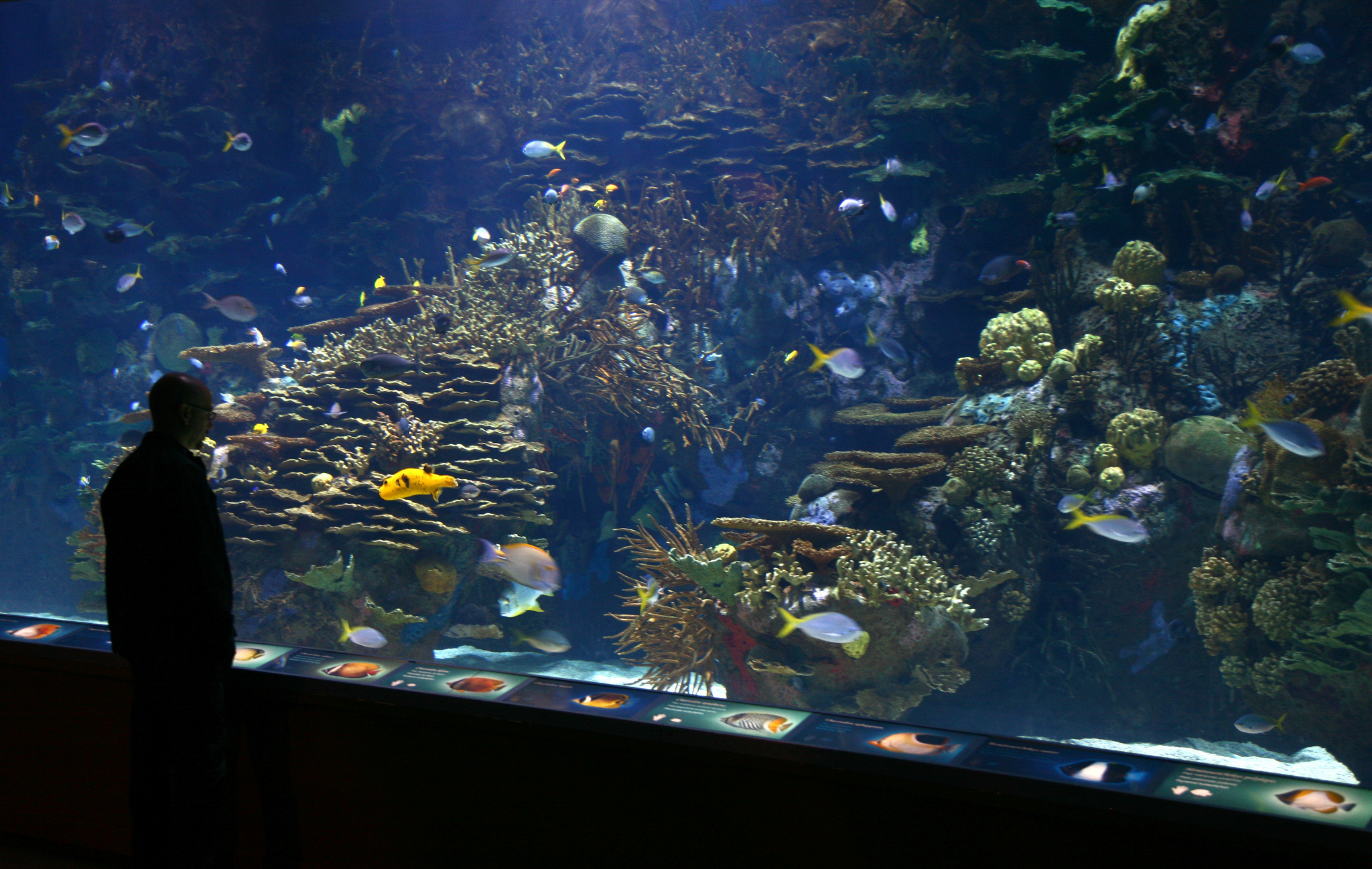
Akwarium mórz tropikalnych
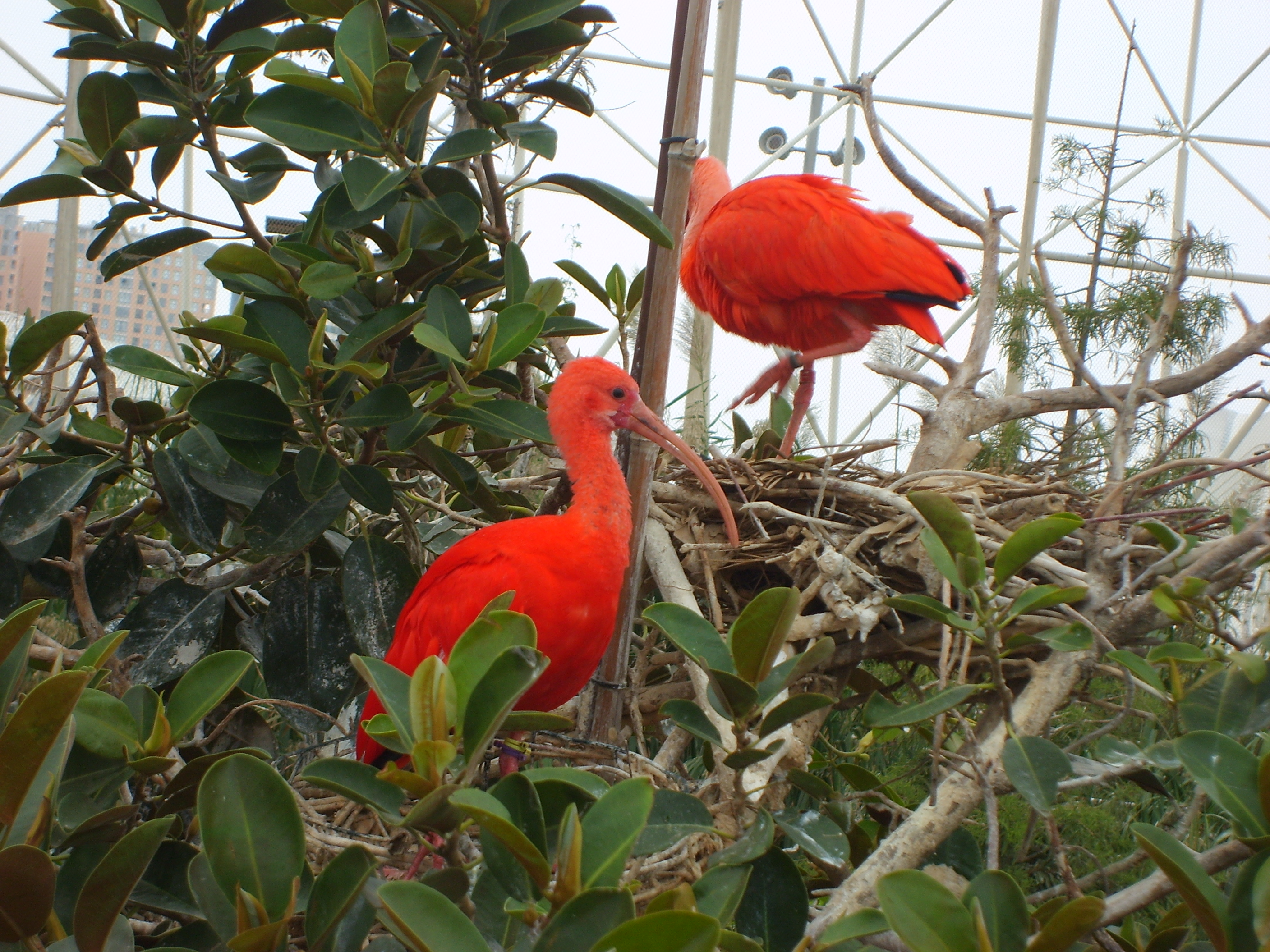
Ibis szkarłatny w ptaszarni w strefie mokradeł
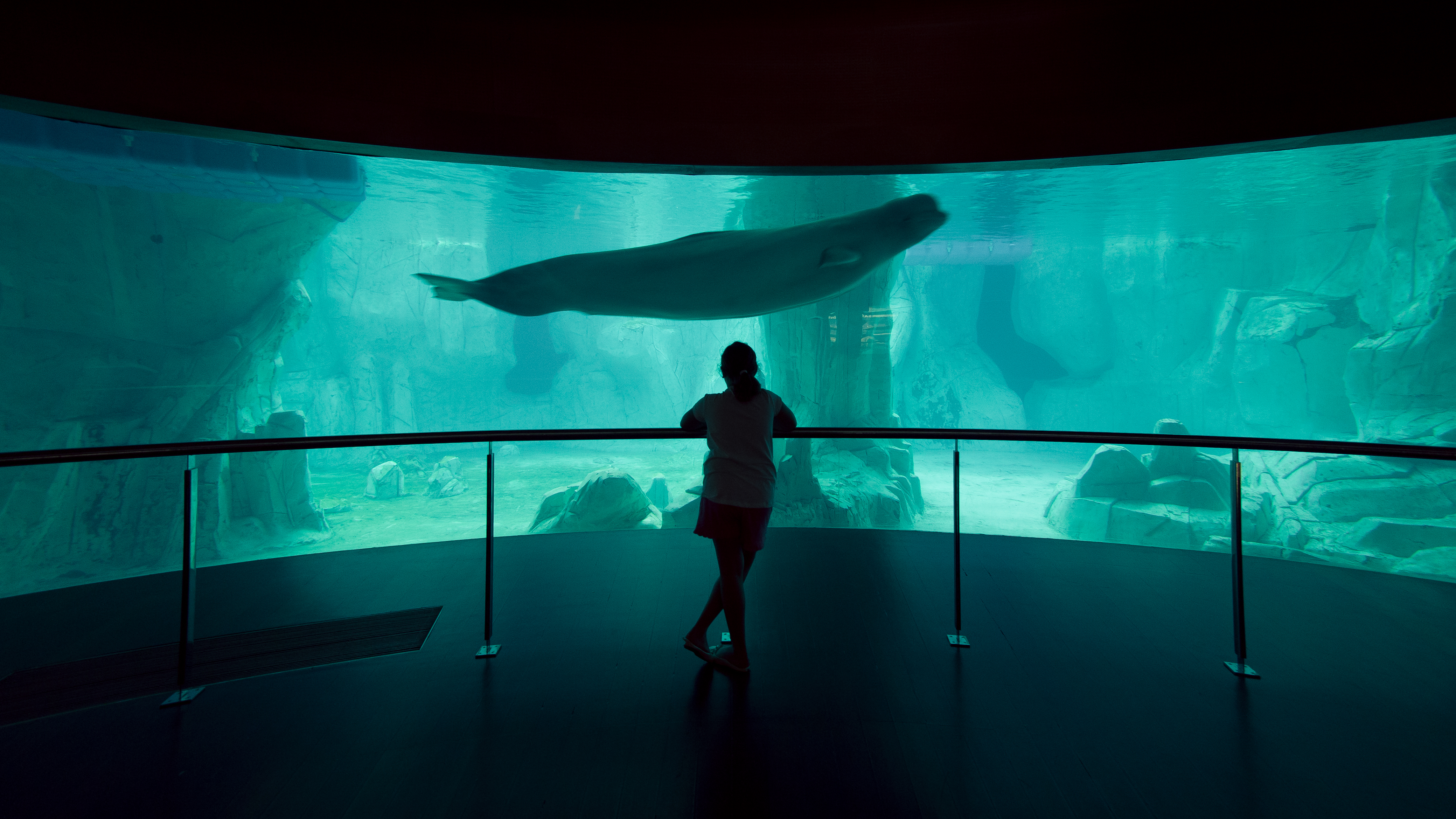
Białucha w podwodnej części „igloo”
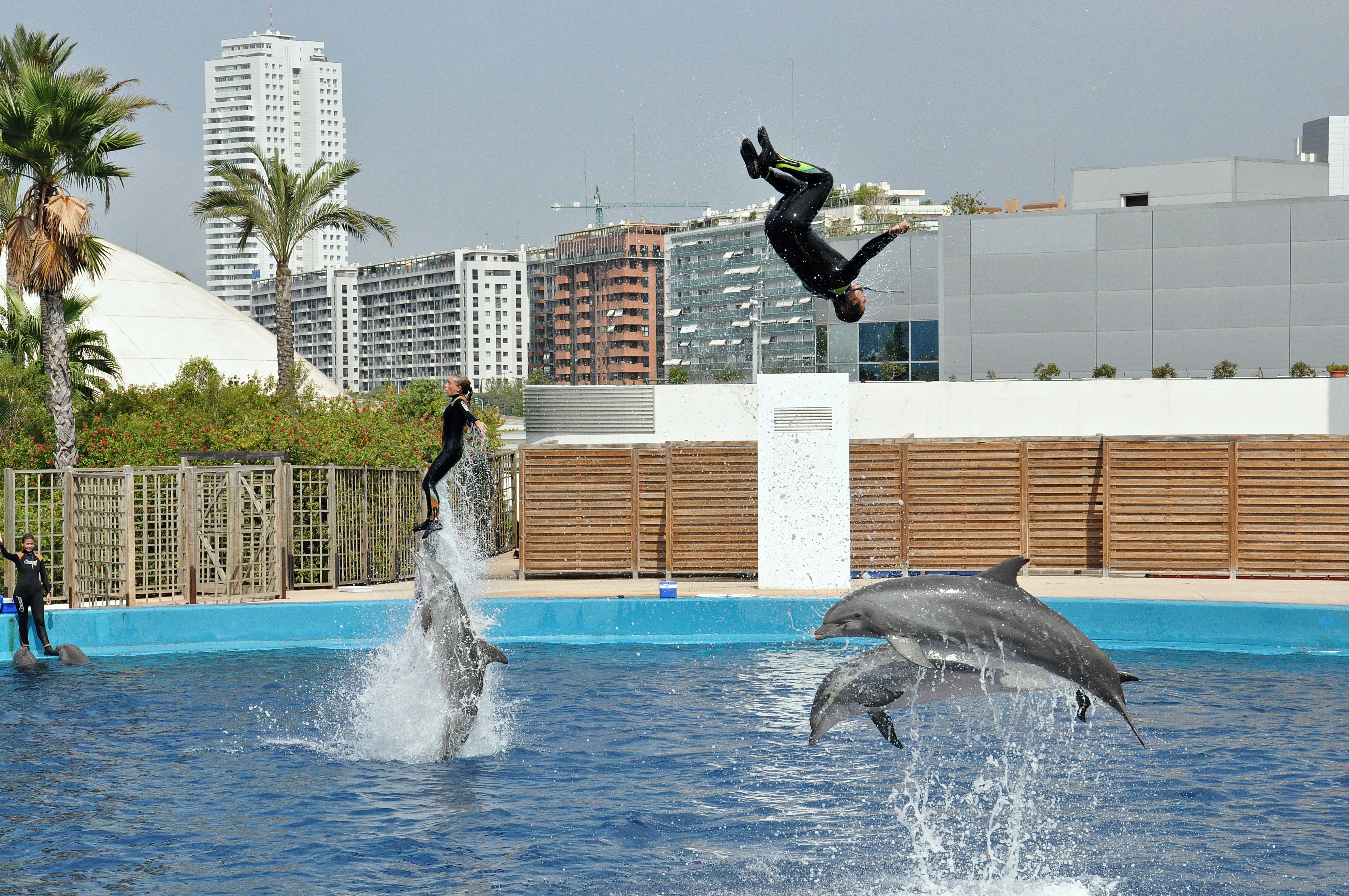
Pokazy delfinów